# Erikovy narozeniny

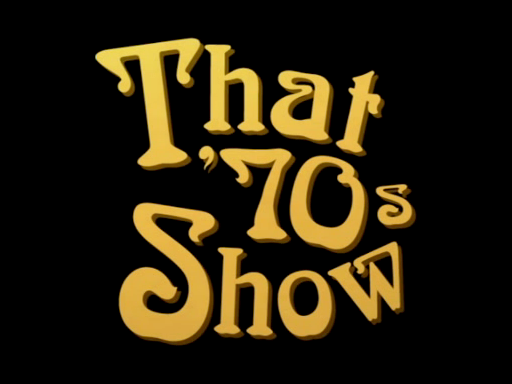

Erikovy narozeniny (v anglickém originále Eric's Birthday) je druhá epizoda seriálu Zlatá sedmdesátá. Poprvé byl v USA odvysílána 30. srpna 1998 na stanici Fox, v ČR měla premiéru 4. ledna 2010 na stanici HBO. Jako v každém dílu seriálu zazněla ústřední píseň Out The Street od Cheap Trick, kterou zpívají teenageři v Ericově autě. Epizoda trvala 24 minut. Režie: David Trainer
← Předchozí epizoda Pilot (Zlatá sedmdesátá)
Následující epizoda → Nesnáším chlupy

## Děj
Ericova matka Kitty plánuje narozeniny pro Erica. Ten však nechce o oslavě s rodiči nic slyšet a raději by narozeniny oslavil se svými kamarády teenagery. Z wisconsinské vysokoškolské koleje přijela Ericova sestra Laurie, která oslnila všechny kluky z Ericovy party. Nejvíc však oslnila Kelsa, který z ní nemohl spustit oči, což se samozřejmě nelíbilo jeho holce Jackie. Kitty a Red se nakonec rozhodli nechat Erica s kamarády u nich doma; Kitty vymýšlela přehnané scénáře o tom, co by se mohlo jejímu chlapečkovi stát. Dopadlo to tak, že se opila u Pinciottiových, kam šli během Ericovy oslavy.
Donna přemýšlela, co by mohla dát Ericovy k narozeninám. Jackie jí poradila, aby mu koupila vonnou svíčku; nejdřív se Donna nápadu vysmála, ale jelikož ji nic lepšího nenapadlo, koupila ji. Večer mu ji dala na verandě, když byli osamotě (kamarádi je sledovali z Ericova domu). Romantiku jim však zkazila opilá Kitty a Red, kteří se vraceli od Pinciottiových.